# هدهد عملاق
الهدهد العملاق أو هدهد سانت هيلينا (الاسم العلمي: Upupa antaios) هو طائر منقرض من جنس الهدهد يتبع الفصيلة الهدهدية من رتبة الضؤضؤيات.انقرض الهدهد العملاق الذي لايطير قبل حوالي 500 سنة والذي كان يستوطن جزيرة سانت هيلينا في جنوب الأطلسي.